# Bojničky
Bojničky es un municipio del distrito de Hlohovec en la región de Trnava, Eslovaquia, con una población estimada a final del año 2024 de 1421 habitantes.
Se encuentra ubicado en el centro-este de la región, cerca del río Váh (cuenca hidrográfica del Danubio) y de la región de Nitra.

## Demografía
| Año        | 1994 | 2004    | 2014    | 2024    |
| ---------- | ---- | ------- | ------- | ------- |
| Población  | 1202 | 1291    | 1369    | 1421    |
| Diferencia |      | +7,40 % | +6,04 % | +3,79 % |

| Año        | 2023 | 2024    |
| ---------- | ---- | ------- |
| Población  | 1431 | 1421    |
| Diferencia |      | −0,69 % |